# Franjo Kuharić
Franjo Kuharić (ur. 15 kwietnia 1919 w Pribiciu, zm. 11 marca 2002 w Zagrzebiu) – chorwacki duchowny katolicki, arcybiskup Zagrzebia, przewodniczący Konferencji Episkopatu Chorwacji, kardynał.

## Życiorys
Uczęszczał do liceum klasycznego w Zagrzebiu, ukończył studia na Wydziale Teologii uniwersytetu w Zagrzebiu. Święceń kapłańskich udzielił mu 15 lipca 1945 w Zagrzebiu arcybiskup Alojzy Wiktor Stepinac; pracował następnie jako duszpasterz w archidiecezji Zagrzeb. W lutym 1964 został mianowany biskupem pomocniczym Zagrzebia, ze stolicą tytularną Meta, odebrał sakrę biskupią 3 maja 1964 w Zagrzebiu z rąk Franjo Šepera (zwierzchnika tej archidiecezji). Uczestniczył w końcowej części Soboru Watykańskiego II. W związku z powołaniem arcybiskupa Šepera (wówczas już kardynała) na wysokie stanowisko w Kurii Rzymskiej Kuharić sprawował zwierzchnictwo nad archidiecezją Zagrzeb od 1969 w charakterze administratora apostolskiego; w lipcu 1970 został pełnoprawnym arcybiskupem metropolitą Zagrzebia. Objął zarazem funkcję przewodniczącego Konferencji Episkopatu Chorwacji (do 1997). Od 1971 regularnie uczestniczył w sesjach Światowego Synodu Biskupów w Watykanie.
W lutym 1983 Jan Paweł II wyniósł go do godności kardynalskiej, nadając tytuł prezbitera S. Girolamo dei Croati. Kuharić kilkakrotnie reprezentował papieża na uroczystościach religijnych i rocznicowych jako specjalny wysłannik, m.in. na 700-leciu chorwackiej diecezji szybenickiej. W związku z osiągnięciem wieku emerytalnego w lipcu 1997 zrezygnował z dalszych rządów w archidiecezji Zagrzeb, został zastąpiony przez arcybiskupa Josipa Bozanicia.
Został pochowany w krypcie katedry w Zagrzebiu.

## Odznaczenia
- Wielki Order Prezydenta Republiki Franjo Tuđmana (2019, pośmiertnie)[1]